# 1695
1695 (MDCXCV) je bilo navadno leto, ki se je po gregorijanskem koledarju začelo na soboto, po 10 dni počasnejšem julijanskem koledarju pa na torek.

## Dogodki
- začetek rusko-turške vojne

## Rojstva
- 10. november - John Bevis, angleški zdravnik, ljubiteljski astronom († 1771)

## Smrti
- 6. februar - Ahmed II., sultan Osmanskega cesarstva (* 1643)
- 8. julij - Christiaan Huygens, nizozemski astronom, fizik, matematik (* 1629)